# Dimityr Kostow
Dimityr Iwanow Kostow (bułg. Димитър Иванов Костов; ur. 22 września 1957 w Widinie) – bułgarski ekonomista i polityk, członek Bułgarskiej Partii Socjalistycznej, wiceminister finansów (1990–1992 i 1993–1995) i minister finansów (1995-1997) Republiki Bułgarskiej.
Wykształcenie wyższe uzyskał w 1981 w Wyższym Instytucie Ekonomicznym im. Karola Marksa (obecnie Uniwersytet Gospodarki Narodowej i Światowej) w Sofii. W latach 1981–1990 pracował jako urzędnik w Państwowym Komitecie Planowania oraz w Ministerstwie Gospodarki i Planowania. Od 1990 do 1992 był wiceministrem, zaś od 1993 do 1995 pierwszym wiceministrem finansów Bułgarii. Między 1993 i 1994 był reprezentantem Bułgarii w Banku Światowym. Po przejęciu rządów przez Bułgarską Partię Socjalistyczną pod koniec 1995 został ministrem finansów w gabinecie Żana Widenowa. Kilkanaście miesięcy później w kraju wystąpił poważny kryzys gospodarczy, któremu towarzyszyła hiperinflacja, na skutek czego rząd Widenowa już w 1997, dwa lata przed upływem mandatu, podał się do dymisji.
Po upadku rządu Kostow podjął pracę jako dyrektor wykonawczy w Centralnym Banku Spółdzielczym, zaś po 1999 został przewodniczącym Asocjacji Banków Handlowych oraz dyrektorem wykonawczym banku „Alianz Bulgaria”. W 2005 przeszedł do Bułgarskiego Banku Narodowego, obejmując funkcję członka Rady Zarządzającej oraz wiceprzewodniczącego. Ponadto zajmuje kierownicze stanowiska w Bankowej Organizacji ds. Regulowania Rachunków z Wykorzystaniem Kart (bułg. Банкова организация за разплащания с използване на карти) oraz w krajowych organizacjach powiązanych z Bankiem Światowym i z Europejskim Bankiem Odbudowy i Rozwoju.
Jest żonaty, ma dwoje dzieci. Mówi po angielsku.